# Derek Healey

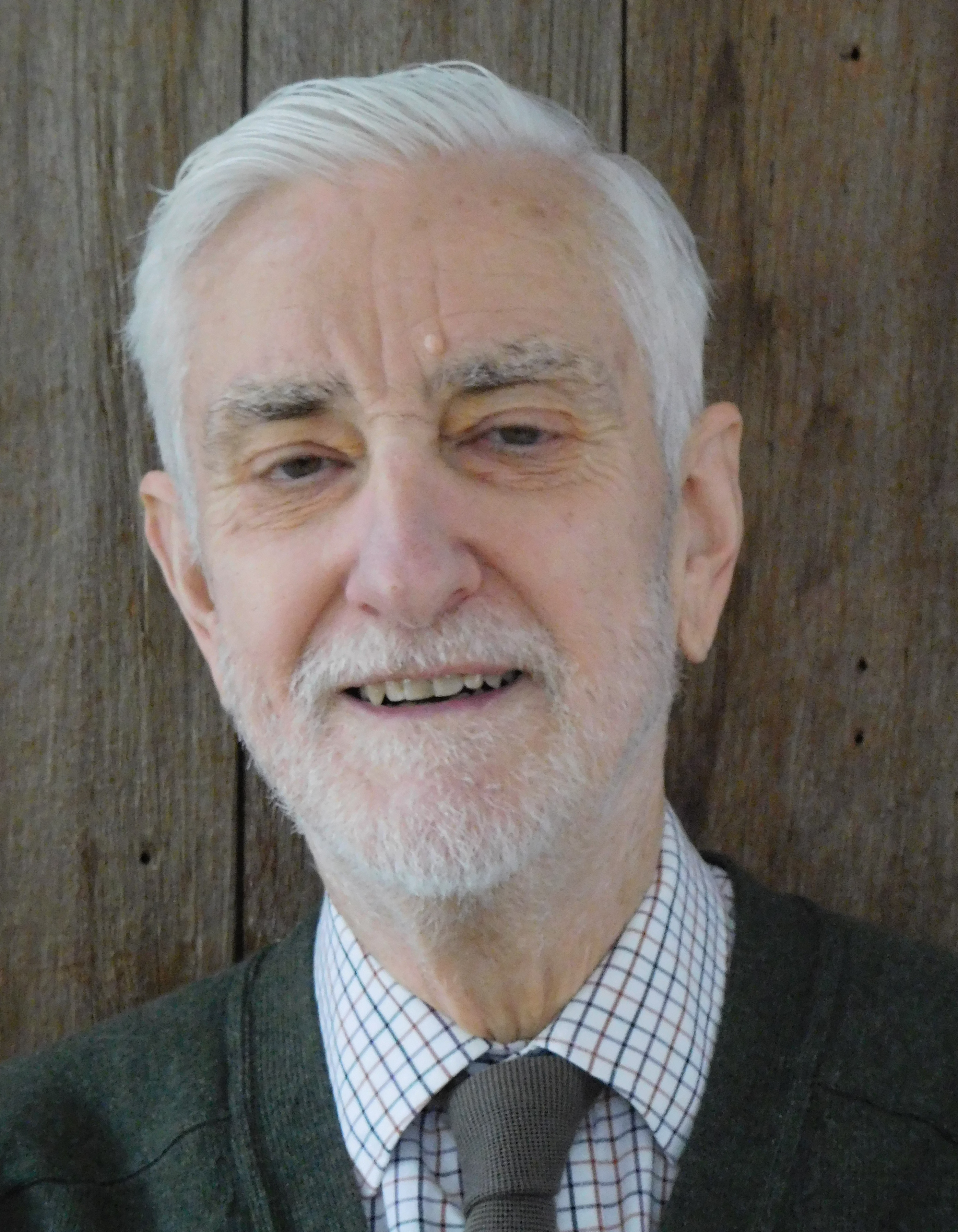
Derek Healey, 2017

Derek Edward Healey (* 2. Mai 1936 in Wargrave, Berkshire) ist ein englischer Komponist, Organist und Musikpädagoge.

## Leben
Derek Healey studierte von 1952 bis 1956 am Royal College of Music Komposition bei Herbert Howells und Orgel bei Harold Darke. In Italien setzte er seine Ausbildung an der Accademia Musicale Chigiana bei Goffredo Petrassi und bei Boris Porena fort. Von 1969 bis 1978 lebte er in Kanada. Dort unterrichtete er an der University of Victoria (1969–1971), an der University of Toronto und der University of Waterloo (1971–1972) und an der University of Guelph (1972–1978). Danach war er bis 1988 Professor an der Musikfakultät der University of Oregon. Er kehrte dann nach England zurück und unterrichtete bis 1996 an der Royal Air Force School of Music in Uxbridge. Nach seiner Emeritierung ließ er sich in Brooklyn nieder.
Als Komponist ist Healey vor allem auf dem Gebiet der Orchester-, Kammer-, Chor- und Orgelmusik aktiv. Als Auftragswerk für das Guelph Spring Festival entstand seine Oper Seabird Island, die 1977 uraufgeführt wurde. Die Homage: F. D. komponierte er 1985 für den Organisten und Pianisten Hugh McLean. Sein Arrangement des Salish Song ist regelmäßiges Bestandteil des Repertoires kanadischer Chöre.
Derek Healey ist nicht identisch mit dem gleichnamigen Trompeter, der 2000 verstorben ist.